# Шавоут
Шавоут (хебрејски שבועות, у ашкенаском изговору Шву́ес или Шви́ес), Педесетница је празник у јудаизму, један од три ходочасничка празника, који се слави 6. Сивана, 50. дана Омера. Главно верско значење празника је давање Торе Јеврејима на Синајској гори током изласка из Египта. У земљама Израела празник траје два дана.

## Помињања у Тори
Закон 16: 9,10,16

## Имена празника
- Хаг Шавуот: «Празник недеља»
- Хаг Матан Тора: «Празник давањаТои»
- ха-Ацерет
- Хаг ха-Бикурим: «Празник првих приноса (бикурим)»
- Хаг ха-Кацир

## Догађаји
Педесетог дана након изласка из Египта, Јевреји се приближавају планини Синај и примају Тору од Бога, закључујући тако уговор с Њим да буде „царство свештеника и свети народ” (Излазак 19:6), то јест да свим срцем испуњавамо нове заповести да Бог даје јеврејски народ и шири Божје знање по целом свету.
Као и многи други јеврејски празници, Шавоут слави не само одређени историјски догађај, већ и наступ нове сезоне у години, крај другог пољопривредног циклуса. Шавоут се славио на почетку сезоне жетве пшенице. Ово је последњи од три ходочасничка празника. У давна времена, на данашњи дан у Храму, учињена је друга приноса пшенице нове жетве. Два хлеба су печена од свеже млевене пшенице и ношена у Храм..

## Обичаји за празник

### Молитва
Јевреји обављају празничну молитву посвећеним овом празнику. Пре читања Торе, заједнице Ашкеназа читају Књигу о Рути. Након позива кохена, чита се акдамот. Током читања Торе чита се десет заповести. Међу Сефардима је уобичајено да читају Азхарот, написао Соломон Ибн Габирол Авицеброн.

### Остали обичаји
Уобичајено је да се синагоге украшавају зеленилом. На основу Талмуда традиционално је успостављено проучавање »Тиккун лейл шавуот« или Талмуда током целе ноћи. У Јерусалиму гомиле људи ноћу одлазе до Зида плача и моле се тамо са првим мињаном. У синагогама изводе свитак Торе и читају причу о томе како је дата, текст Десет заповести и фрагмент који говори о законима прославе Шавоута у Храму.
Свечани оброк у Шавоуту нужно укључује храну од млека и брашна: сир, павлака, палачинке са скутом, пите, колаче, медене торте. Овај обичај датира од дана када је дата Тора. Враћајући се у логор са планине Синај Јевреји су били задовољни млечном храном. Од тада, одајући почаст прошлости, на Шавоуту се једу само млечни производи.